# Night of the Blood Beast
Night of the Blood Beast este un film SF american din 1958 regizat de Bernard Kowalski. În rolurile principale joacă actorii Michael Emmet, Angela Greene, John Baer.

## Actori
| Actor             | Personaj            |
| ----------------- | ------------------- |
| John Baer         | Steve Dunlap        |
| Angela Greene     | Dr. Julie Benson    |
| Ed Nelson         | Dave Randall        |
| Georgianna Carter | Donna Bixby         |
| Michael Emmet     | Major John Corcoran |
| Tyler McVey       | Dr. Alex Wyman      |
| Ross Sturlin      | The Creature        |